# Девон (остров)
Де́вон (англ. Devon Island, фр. Île Devon, инуктитут ᑕᓪᓗᕈᑎᑦ Tatlurutit) — крупный необитаемый остров в составе Канадского Арктического архипелага, административно относится к региону Кикиктани провинции Нунавут.

## География

Остров Девон входит в состав Островов Королевы Елизаветы. Крупнейший необитаемый остров на земном шаре, площадь — 55 247 км², длина береговой линии 3 589 км. Занимает 27-е место по площади в мире и 6-е в Канаде. По форме напоминает латинскую букву L (или старинный голландский деревянный башмак). Длина острова с запада на восток составляет 503 км, с юга на север — 289 км.
Остров расположен к северу от пролива Ланкастер, отделяющего его от острова Баффинова Земля. На западе пролив Веллингтон отделяет Девон от острова Корнуоллис, а пролив Пенни — от острова Батерст, на северо-западе пролив Кардиган — от небольшого острова Норт-Кент, на севере пролив Джонс — от острова Элсмир, на северо-востоке — пролив Леди-Анн от острова Коберг, с востока остров омывает море Баффина.
Остров Девон имеет три обширные геологические зоны. Восточная зона занимает восточную оконечность острова от линии, идущей от мыса Спарбо на северном побережье к заливу Крокер на южном побережье, охватывает часть Канадского щита и почти полностью покрыта громадной ледяной шапкой площадью 12 000 км², содержащей приблизительно 3 980 км³ льда, с максимальной толщиной 880 метров. Под слоем льда находится и высочайшая вершина острова (1921 метр над уровнем моря). Центральная зона расположена между заливом Крокер и линией, проложенной на юго-запад от фиорда Викс на севере к заливу Dragleybeck на южном побережье, местность состоит из поднятого плато на высоте 300—400 метров. Эта зона представляет собой часть плато Ланкастер (части этого плато также находятся на островах Баффинова Земля и Элсмир, а также на полуострове Бутия материковой части Канады). Северо-западная зона включает всю остальную часть острова включая полуостров Гриннел. На территории этой зоны преобладает холмистая местность.
Сложен докембрийским гнейсом и палеозойскими алевритами и сланцами. Из-за сравнительно больших высот над уровнем моря и расположения на высоких широтах на острове обитает лишь небольшая популяция овцебыков, мелкие птицы и млекопитающие. Животный мир острова сконцентрирован на равнинах Трулав (англ. Truelove Lowland), где более благоприятный микроклимат и относительно более обильная арктическая растительность. Температура в короткое лето (от 40 до 55 дней) редко поднимается выше 10 °C, а зимой может опускаться ниже −50 °C. В условиях полярной тундры на острове Девон выпадает мало осадков.
На острове расположен ударный кратер Хотон (англ. Haughton), образовавшийся около 39 миллионов лет назад при падении метеорита диаметром около 2 км. При ударе образовался кратер диаметром около 24 км, который заполнился водой и несколько миллионов лет существовал в виде озера.
Данные радиолокации показали, что под ледяной шапкой на глубине 550—750 м находятся два озера площадью 5 и 8 км². Возможно, вода в озёрах в 4-5 раз более солёная, чем морская вода.

## История
Остров был открыт в 1616 году британской экспедицией Уильяма Баффина и Р. Байлота во время поисков Северо-Западного прохода из Атлантического в Тихий океан. В 1819 году назван в честь графства Девон в Великобритании известным английским мореплавателем Вильямом Парри.
В августе 1924 года была открыта станция в Дандас Харборе (англ. Dundas Harbour, 74°32′00″ с. ш. 82°22′30″ з. д.) в рамках правительственной программы, имевшей целью ограничить китобойные промыслы других стран в Канаде.
В 1934 году падение цен на пушнину и некоторые другие причины экономического характера заставили переселиться на Девон 53 семьи инуитов с Баффиновой Земли. Однако из-за гораздо более суровых климатических условий инуиты покинули остров в 1936 году. В Дандас Харбор в 1940-х открылся пограничный гарнизон, но был окончательно закрыт в 1951 году.
В июле 2004 года на Девоне временно поселились пятеро ученых и двое журналистов, которые моделировали условия жизни и работы на планете Марс. Кроме того, на Девоне НАСА проводит программу изучения геологии, гидрологии, ботаники и микробиологии.
Сегодня в Дандас Харборе сохранились лишь остатки нескольких строений.

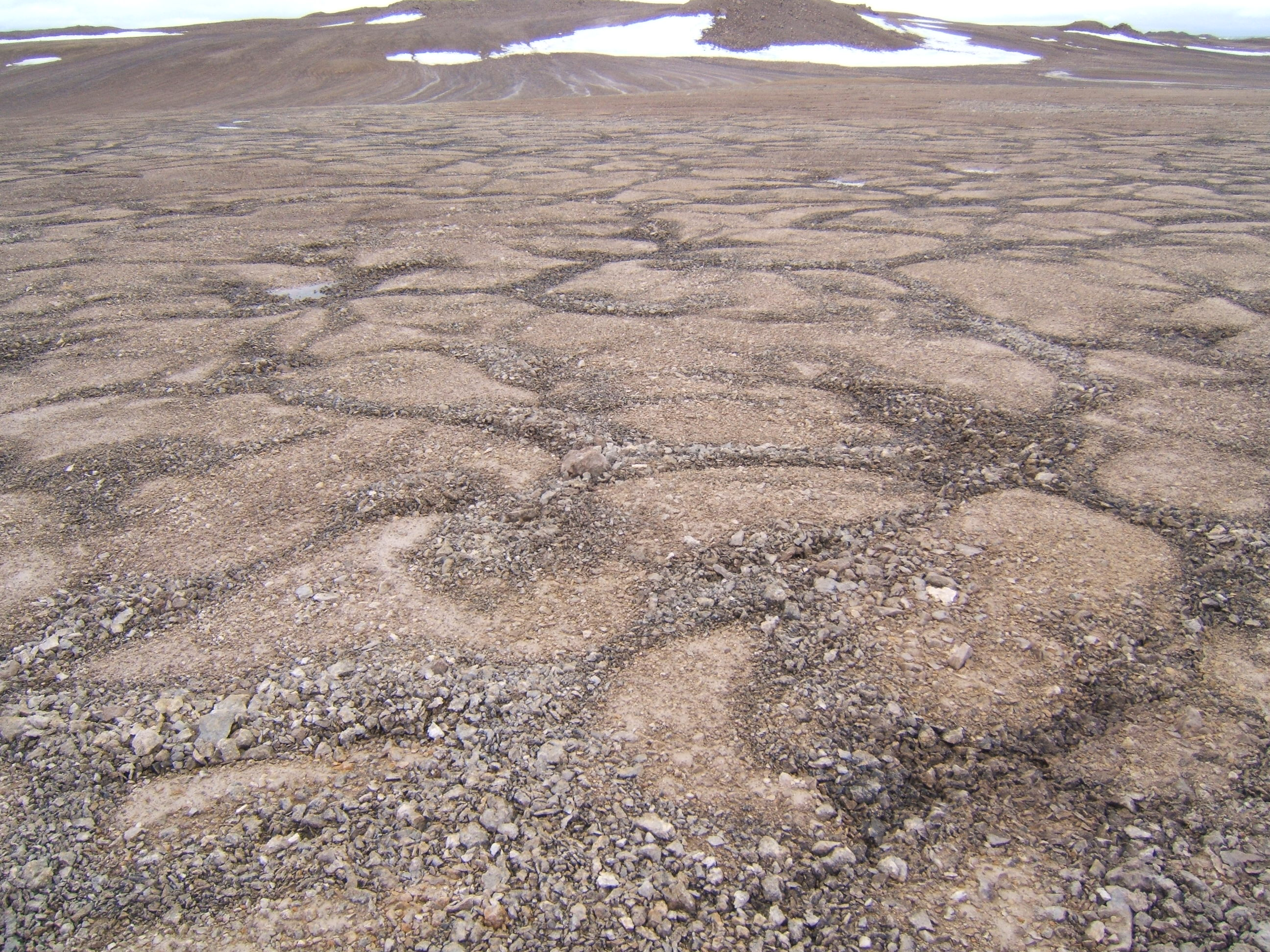
Образец поверхности острова
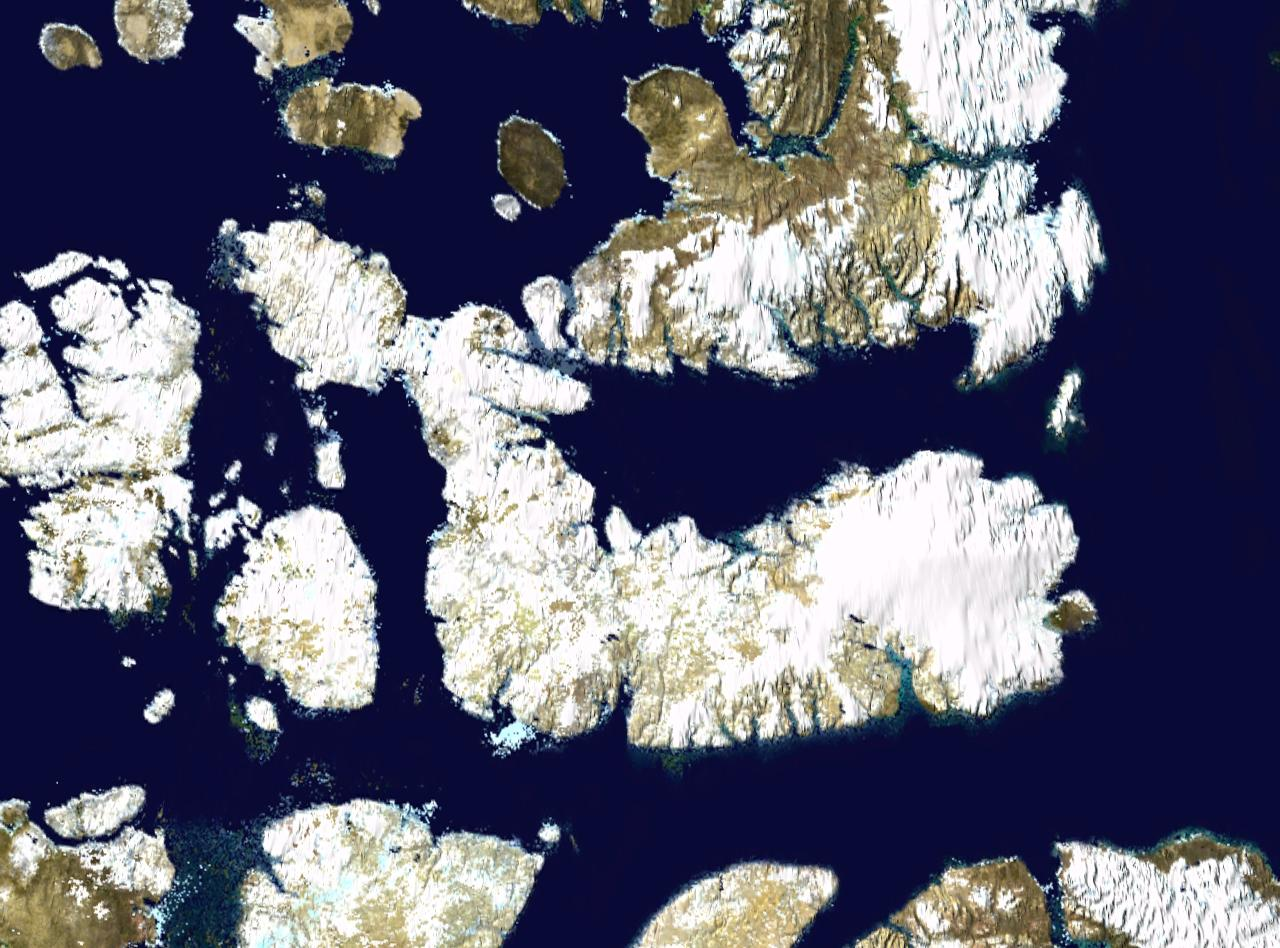
Спутниковое фото Девона и соседних островов